# John Attard-Montalto
John Attard-Montalto (født 7. februar 1953) er et tidligere maltesisk medlem af Europa-Parlamentet, valgt for Partit Laburista (indgik i parlamentsgruppen S&D). Han blev første gang valgt i 2004 og genvalgt i 2009. Han var 1987-2004 medlem af det maltesiske parlament.